# Makeda (Sängerin)

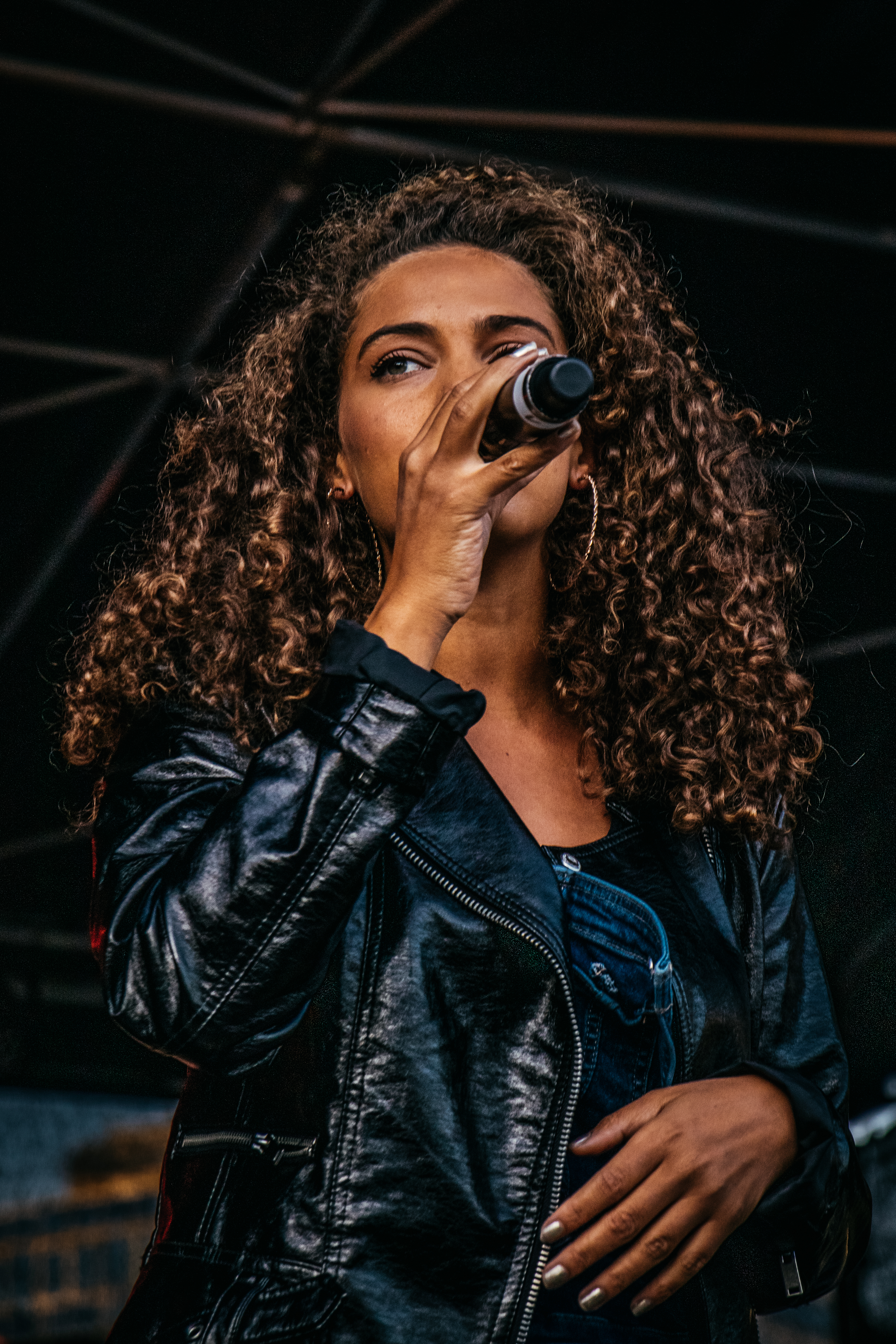
Makeda (2019)

Makeda Michalke (* 1990 in Bonn) ist eine deutsche Sängerin aus Bonn, die vor allem als Finalistin der deutschen Vorentscheidung zum Eurovision Song Contest 2019 bekannt wurde.

## Leben und Wirken
Makeda Michalke wuchs im Bonner Ortsteil Plittersdorf auf und hat Wurzeln in Trinidad und Deutschland. An der Liebfrauenschule in Bonn absolvierte sie ihr Abitur, wo sie erste gesangliche Erfahrungen sammelte. Anschließend studierte sie Betriebswirtschaftslehre.
Seit 2010 verwirklicht Makeda mit dem Quartett Steal A Taxi eigene Songs in den Musikrichtungen Soul, Pop, Rock und Funk. 2015 war sie Kulturrepräsentantin der Stadt Bonn beim Musikfestival Chengdu in China. Von 2015 bis 2017 war sie als Darstellerin der Rachel im Musical Bodyguard im Kölner Musical Dome tätig. 2019 übernahm sie die Rolle am Ronacher Theater in Wien. Zahlreiche Anfragen zur Teilnahme bei Castingshows lehnte sie ab, darunter The Four: Battle of Stardom mit P.Diddy.
Nachdem sie bereits 2017 und 2018 in der Auswahl zum ESC-Vorentscheid war, erreichte sie 2019 mit dem Song The Day I Loved You Most den zweiten Platz bei Unser Lied für Israel. Im selben Jahr sang sie bei der Formel 1 am Hockenheimring die Deutsche Nationalhymne. Mit den Heavytones nahm Makeda Ende 2020 eine Coverversion des Songs Distance von Emily King auf. Während der Corona-Pandemie spielte sie mehrere Digitalkonzerte im Auftrag der Deutschen Telekom und nahm als Sängerin einen neuen Corporate Song für T-Systems auf. Zu Weihnachten 2020 veröffentlichte sie ihre zweite Solo-Single Fabulous.

## Diskografie

### Singles
- The Day I Loved You Most
- Fabulous